# 怪奇馬戲團
《怪奇馬戲團》（Cirque du Freak），愛爾蘭作家向達倫的系列作品《向達倫大冒險》的第一集。中文版於2002年7月出版。

## 情節概述
這本書是描寫向達倫變成吸血鬼以前的生活狀況，他為什麼變成吸血鬼、他對此有什麼反應，以及鋪排史提·阿豹一角。
向達倫在學校有三個非常要好的朋友，為史提·阿豹、鍾湯米和毛阿倫。一天，毛阿倫帶來怪奇馬戲團的傳單，達倫在上課的時候偷看被道敦老師抓到，道敦老師原本想把它沒收，但因史提請求，老師就把地址撕了還給他們。下課後大家決議各自出一點錢，交給史提去買票。但史提只買到兩張，大家又決定史提可以拿一張，另一張票由史提連同兩張紙拋向空中，摸到票的就可以去看。結果達倫摸到了票，他們就星期六晚上一起去看。
他們兩個都覺得表演極為精采，但是一開始狼人表演的時候曾咬傷一名女士。到鬼不理拉登表演的時候，史提突然變得非常緊張。表演完後，史提要求達倫先回家。但達倫沒有，他跟蹤史提，發現他在跟鬼不理拉登說話。從對話他得知鬼不理拉登是吸血鬼，而史提竟然想變成吸血鬼！他嚇了一跳，就直接跑回自己家。
表演完之後，達倫對鬼不理的蜘蛛八夫人非常有興趣，到最後他決定用偷的。奇妙的是，達倫竟也能像鬼不理一樣可以控制她！這讓他很高興。有一天，史提來訪，達倫就秀蜘蛛給史提看。但一不小心，史提被八夫人咬了，之後他昏迷不醒。醫院沒辦法治療他，達倫只好去找鬼不理拉登，看他能不能救他。他說可以，但有一個條件：達倫必須成為吸血鬼！而且必須做鬼不理的助手，跟他一起漂泊。達倫痛苦的答應了。他跟鬼不理一起去救史提，之後他就跑了。
之後史提果然醒了。但達倫覺得自己越變越奇怪，他竟然在足球場吸了毛阿倫的血（在阿倫受傷的時候）！他認為自己必須做一些決定，於是去找鬼不理。之後，鬼不理讓達倫假死，騙過大家，到晚上再把達倫的墓挖出來。但是這事被史提發現了。史提以為讓他中毒這事是達倫和鬼不理的陰謀。史提決心成為吸血鬼獵人，並在他的左手掌心刻了一個小十字架發誓。
之後，達倫就跟鬼不理四處流浪。

### 漫畫版的劇情差異
- 怪奇馬戲團的傳單，是向達倫所撿到的。
- 史提只買到兩張怪奇馬戲團的門票，大家又決定史提可以拿一張，另一張票由史提連同很多張紙一起拋向空中，摸到票的就可以去看。結果向達倫閉著眼睛摸到了那張票……
- 在小說中使用貨幣為英鎊及便士，但在漫畫中使用歐元。

## 外部連結
- （繁體中文）怪奇馬戲團 （页面存档备份，存于）